# يوجين إس. فيرغسون
يوجين إس. فيرغسون (بالإنجليزية: Eugene S. Ferguson)‏ هو مهندس أمريكي، ولد في 1916، وتوفي في 21 مارس 2004.